# 特定一階段等防火対象物
特定一階段等防火対象物（とくていいちかいだんとうぼうかたいしょうぶつ）とは消防法でいう防火対象物のうち避難階（直接地上へ通ずる出入口のある階をいう。）以外の階（１階及び２階を除く。）に特定用途（消防法施行令別表第一（一）項から（四）項まで、（五）項イ、（六）項、（九）項イ、（十六）項イ及び（十六の二）項）が存する防火対象物で、当該避難階以外の階から避難階又は地上に直通する階段が２以上設けられていないものをいう。ただし以下の場合は例外である。
- 避難階へ通じる1の階段が屋外に設置されているとき

ただし以下の場合は特定一階段等防火対象物になる
- 避難階へ通じる階段が2以上あるが建物内が仕切りなどにより事実上1つの階段しか利用できない場合

ここでいう「避難階（直接地上へ通ずる出入口のある階をいう。）以外の階（１階及び２階を除く。）」とは、３階以上の階と考えがちだが、例えば傾斜地などでは地階や３階が避難階ということもありえる。従って、判断するには避難階以外の階及び１，２階以外の階が存在するかを考える必要がある。（例：地上３階建ての対象物で３階が避難階の場合は、階段が１であっても該当しない。これは、避難階とこれに係わらず１，２階を除外しているためである）
これらの建物は、すぐに避難の出来ない場所に出火危険の高い特定防火対象物が存すること、火災等の災害が発生した際の避難困難性の高さから、防火管理の充実強化による火災の発生の予防及び被害の軽減、火災が発生した際の早期の発見のための自動火災報知設備の設置基準の強化、階段が使用できなくなる危険性の高さから避難器具設置基準の強化等の対象となっている。
特定一階段等防火対象物の用語は「特一（とくいち）」や「特定一階段（とくていいちかいだん）」と表現することも有るが、その呼び名となったのは、消防法施行規則第２３条第４項第７号ヘ　の規定で
「感知器は、廊下及び通路にあつては歩行距離三十メートル（三種の感知器にあつては二十メートル）につき一個以上の個数を、階段及び傾斜路にあつては垂直距離十五メートル（三種の感知器にあつては十メートル）につき一個以上（当該階段及び傾斜路のうち、令別表第一（一）項から（四）項まで、（五）項イ、（六）項又は（九）項イに掲げる防火対象物の用途に供される部分が令第四条の二の二第二号に規定する避難階以外の階に存する防火対象物で、当該避難階以外の階から避難階又は地上に直通する階段及び傾斜路の総数が二（当該階段及び傾斜路が屋外に設けられ、又は第四条の二の三に規定する避難上有効な構造を有する場合にあつては、一）以上設けられていないもの（以下「特定一階段等防火対象物」という。）に存するものにあつては、一種又は二種の感知器を垂直距離七・五メートルにつき一個以上）の個数を、火災を有効に感知するように設けること。」
と規定されていることから同じ要件で規制を受けることとなる、避難階以外の階に特定用途の存する屋内階段一系統の対象物を「特定一階段等防火対象物」と一般的に称することとなった。
特定一階段等防火対象物の登場は、2001年(平成13年)9月1日に発生した歌舞伎町雑居ビル火災で、44名もの尊い命が失われた火災を契機に大改正された消防法で新たに規定されたもので、同時期に改正された消防法第８条の２の２で規定する「防火対象物定期点検報告制度」においても、特定一階段防火対象物及び建物全体の収容人員が300人を超える特定用途防火対象物を対象としている。